# マイクロコンソール
マイクロコンソール（英: Microconsole）は、家庭用ゲーム機の一種である。

## 概要

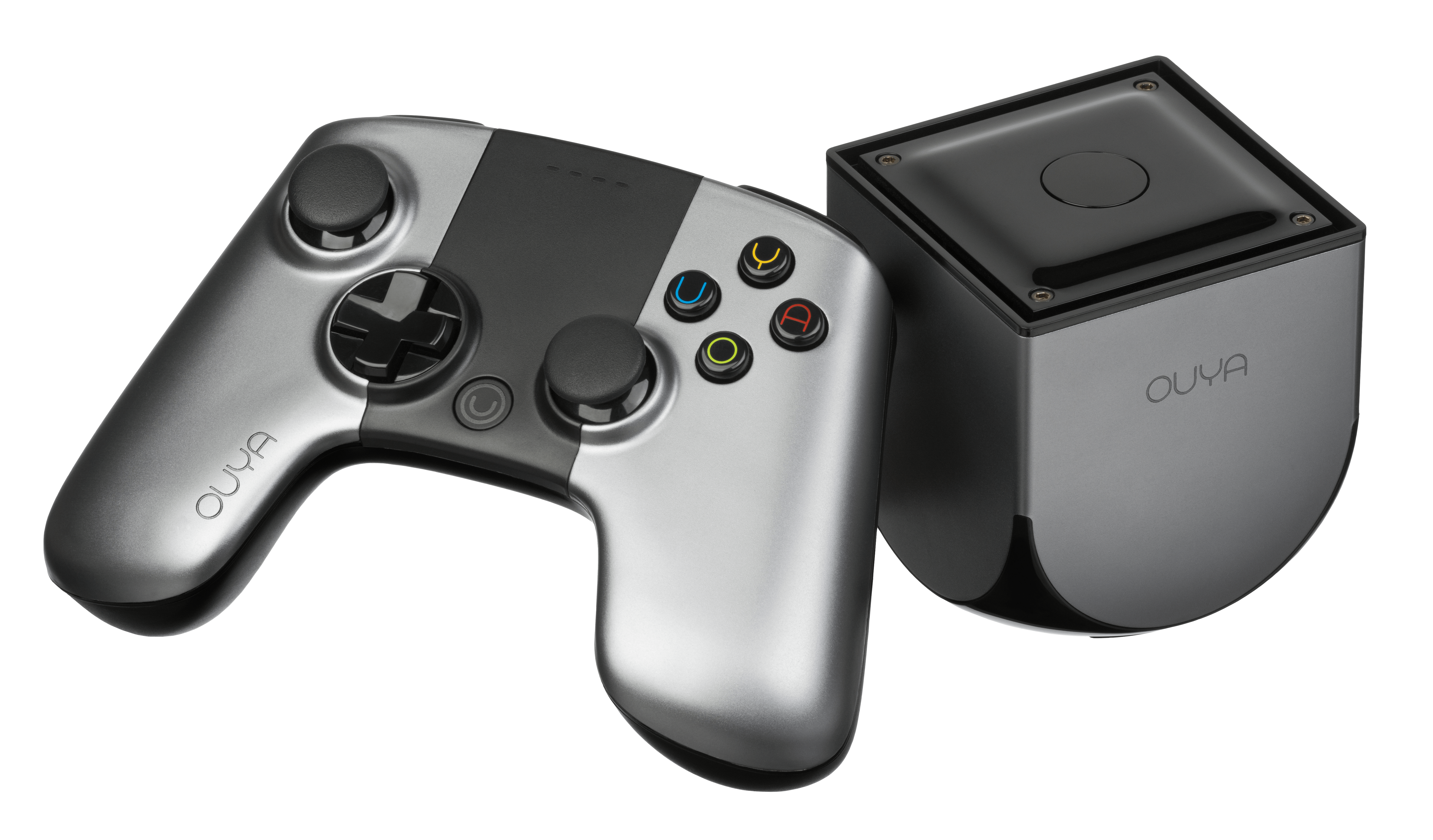
Androidが搭載されたOuyaというマイクロコンソール

AndroidやtvOSを搭載した小型の据置型ゲーム機を指す。
OnLiveが2010年に発売したオンラインゲーム対応端末の商品名として「マイクロコンソール」が用いられた。
Google Playからのゲームダウンロードなど、従来のゲーム専用機より流通するゲームソフト数が多い点が特徴である。
以降、従来の独自OSと異なり、Androidを搭載したOuyaのように汎用OSを搭載したゲーム機が登場し、
一般名詞として「マイクロコンソール」と英語圏を中心に呼ばれるようになった。